# Centaurea pusilla
Centaurea pusilla là một loài thực vật có hoa trong họ Cúc. Loài này được Thuill. ex Pers. mô tả khoa học đầu tiên năm 1807.